# Walter Göing
Walter Göing (2 de Agosto de 1914 - 28 de Maio de 1943) foi um comandante de U-Boot que serviu na Kriegsmarine durante a Segunda Guerra Mundial.